# Nușeni
Nuseni là một xã thuộc hạt Bistrița-Năsăud, România. Dân số thời điểm năm 2002 là 3267 người.